# Copa do Mundo de Roller Derby de 2014
A Copa do Mundo de Roller Derby de 2014 foi a segunda edição desta competição, disputada em Dallas, nos Estados Unidos, entre os dias 4 e 7 de dezembro de 2014. A seleção dos Estados Unidos foi a campeã, conquistando seu segundo título consecutivo.

## Fase final[2]
|  | Quartas-de-final | Quartas-de-final | Quartas-de-final |            |     | Semifinais     | Semifinais | Semifinais |                           |                           | Final                     | Final                     | Final |
|  |                  |                  |                  |            |     |                |            |            |                           |                           |                           |                           |       |
|  | 1                | Estados Unidos   | 569              |            |     |                |            |            |                           |                           |                           |                           |       |
|  | 8                | Argentina        | 14               |            |     |                |            |            |                           |                           |                           |                           |       |
|  | 8                | Argentina        | 14               |            |     | Estados Unidos | 259        |            |                           |                           |                           |                           |       |
|  |                  |                  |                  |            |     | Estados Unidos | 259        |            |                           |                           |                           |                           |       |
|  |                  |                  |                  | Austrália  | 54  |                |            |            |                           |                           |                           |                           |       |
|  | 4                | Austrália        | 284              | Austrália  | 54  |                |            |            |                           |                           |                           |                           |       |
|  | 4                | Austrália        | 284              |            |     |                |            |            |                           |                           |                           |                           |       |
|  | 5                | Nova Zelândia    | 56               |            |     |                |            |            |                           |                           |                           |                           |       |
|  |                  |                  |                  |            |     |                |            |            |                           |                           |                           | Estados Unidos            | 219   |
|  |                  |                  |                  | Inglaterra | 105 |                |            |            |                           |                           |                           |                           |       |
|  | 2                | Inglaterra       | 278              |            |     |                |            |            |                           |                           |                           |                           |       |
|  | 7                | Suécia           | 72               |            |     |                |            |            |                           |                           |                           |                           |       |
|  | 7                | Suécia           | 72               |            |     | Inglaterra     | 156        |            | Disputa de terceiro lugar | Disputa de terceiro lugar | Disputa de terceiro lugar | Disputa de terceiro lugar |       |
|  |                  |                  |                  |            |     | Inglaterra     | 156        |            | Disputa de terceiro lugar | Disputa de terceiro lugar | Disputa de terceiro lugar | Disputa de terceiro lugar |       |
|  |                  |                  |                  | Canadá     | 112 |                |            |            |                           |                           |                           |                           |       |
|  | 3                | Canadá           | 290              | Canadá     | 112 |                |            | Austrália  | 197                       |                           |                           |                           |       |
|  | 3                | Canadá           | 290              |            |     |                |            | Austrália  | 197                       |                           |                           |                           |       |
|  | 6                | Finlândia        | 145              |            |     |                |            |            |                           |                           |                           | Canadá                    | 128   |

## Classificação final
1. Estados Unidos
2. Inglaterra
3. Austrália
4. Canadá
5. Finlândia
6. Suécia
7. Nova Zelândia
8. Argentina
9. França
10. Irlanda
11. Bélgica
12. Países Baixos
13. Escócia
14. Brasil
15. Índias Ocidentais
16. Noruega
17. País de Gales
18. Alemanha
19. Dinamarca
20. Colômbia
21. México
22. Chile
23. Itália
24. Espanha
25. Portugal
26. Grécia
27. Suíça
28. África do Sul
29. Japão
30. Porto Rico[3]